# Giro de Italia 1986
La 69ª edición del Giro de Italia se disputó entre el 12 de mayo y el 2 de junio de 1986, con un recorrido de 22 etapas y 3858 km, que se recorrieron a una velocidad media de 37,615 km/h.
Fue un Giro muy ajustado que terminó con podio totalmente italiano: Roberto Visentini, primero, Giuseppe Saronni, segundo, y Francesco Moser, tercero.
Pedro Muñoz fue el único español que tomó la salida en el Giro de 1986 pero, a cambio, su rendimiento fue notable, logrando una victoria de etapa, la clasificación de la montaña y la décima plaza en la clasificación general, además de otras buenas posiciones en las etapas de montaña.
El 28 de mayo fallece el italiano Emilio Ravasio en Palermo durante la disputa de la 17.ª etapa. Tan solo llevaba 1 año como profesional. Es la tercera víctima en la historia de la ronda.

## Equipos participantes
| Equipo                   | Jefe de filas     |
| Atala-Ofmega             | Gianni Bugno      |
| Ecoflam Jolly            | Franco Chioccioli |
| Carrera                  | Roberto Visentini |
| Ceramiche Ariostea       | Domenico Cavallo  |
| Del Tongo - Colnago      | Giuseppe Saronni  |
| Dromedario-Fibok-Laminox | Stefano Colage    |
| Fagor                    | Pedro Muñoz       |
| Gemeaz Cusin-Cilo-Aufina | Tony Rominger     |
| GIS Gelati-OECE          | Marco Giovannetti |
| La Vie Claire            | Greg LeMond       |
| Magniflex-Centroscarpa   | Bruno Cenghialta  |

| Equipo                           | Jefe de filas     |
| Malvor-Bottecchia-Vaporella      | Stefano Allocchio |
| Murella-Fanini                   | Stefano Bizzoni   |
| Panasonic                        | Erik Breukink     |
| Sammontana-Bianchi               | Alberto Volpi     |
| Santini - Cierre - Conti - Galli | Neil Stephens     |
| Skala - Skil - Gazelle           | Hennie Kuiper     |
| Supermercati Brianzoli           | Francesco Moser   |
| Vini Ricordi-Pinarello-Sidermec  | Emanuele Bombini  |

## Etapas
| Etapa   | Fecha      | Recorrido                   | km       | Ganador de la etapa      | Líder de la clasificación general |
| Prólogo | 12 de mayo | Palermo                     | 1 (CRI)  | Urs Freuler              | Urs Freuler                       |
| 1.ª     | 12 de mayo | Palermo-Sciacca             | 140      | Sergio Santimaria        | Sergio Santimaria                 |
| 2.ª     | 13 de mayo | Sciacca-Catania             | 259      | Jean Paul Van Poppel     | Jean Paul Van Poppel              |
| 3.ª     | 14 de mayo | Catania-Taormina            | 50 (CRE) | Del Tongo                | Giuseppe Saronni                  |
| 4.ª     | 15 de mayo | Villa San Giovanni-Nicotera | 115      | Gianbattista Baronchelli | Gianbattista Baronchelli          |
| 5.ª     | 16 de mayo | Nicotera-Cosenza            | 194      | Greg LeMond              | Gianbattista Baronchelli          |
| 6.ª     | 17 de mayo | Cosenza-Potenza             | 251      | Roberto Visentini        | Giuseppe Saronni                  |
| 7.ª     | 18 de mayo | Potenza-Baia Domizia        | 257      | Guido Bontempi           | Giuseppe Saronni                  |
| 8.ª     | 19 de mayo | Cellole-Avezzano            | 160      | Franco Chioccioli        | Giuseppe Saronni                  |
| 9.ª     | 20 de mayo | Avezzano-Rieti              | 172      | Acacio Da Silva          | Giuseppe Saronni                  |
| 10.ª    | 21 de mayo | Rieti-Pésaro                | 235      | Guido Bontempi           | Giuseppe Saronni                  |
| 11.ª    | 22 de mayo | Pésaro-Castiglione del Lago | 207      | Guido Bontempi           | Giuseppe Saronni                  |
| 12.ª    | 23 de mayo | Sinalunga-Siena             | 46 (CRI) | Lech Piasecki            | Giuseppe Saronni                  |
| 13.ª    | 24 de mayo | Siena-Sarzana               | 175      | Jean Paul Van Poppel     | Giuseppe Saronni                  |
| 14.ª    | 25 de mayo | Savona-Sauze d'Oulx         | 236      | Martin Earley            | Giuseppe Saronni                  |
| 15.ª    | 26 de mayo | Sauze d'Oulx-Erba           | 260      | Dag-Erik Pedersen        | Giuseppe Saronni                  |
| 16.ª    | 27 de mayo | Erba-Foppolo                | 143      | Pedro Muñoz              | Roberto Visentini                 |
| 17.ª    | 28 de mayo | Foppolo-Piacenza            | 196      | Guido Bontempi           | Roberto Visentini                 |
| 18.ª    | 29 de mayo | Piacenza-Cremona            | 36 (CRI) | Francesco Moser          | Roberto Visentini                 |
| 19.ª    | 30 de mayo | Cremona-Pejo Terme          | 211      | Johan Van der Velde      | Roberto Visentini                 |
| 20.ª    | 31 de mayo | Peio-Bassano del Grappa     | 179      | Guido Bontempi           | Roberto Visentini                 |
| 21.ª    | 1 de junio | Bassano del Grappa-Bolzano  | 234      | Acacio Da Silva          | Roberto Visentini                 |
| 22.ª    | 2 de junio | Merano-Merano               | 108,6    | Eric Van Lancker         | Roberto Visentini                 |

## Clasificaciones
| \| 1. \| Roberto Visentini \| Italia \| CAR \| 102h 33' 56s \| \| \| 2. \| Giuseppe Saronni \| Italia \| DEL \| a 1' 02s \| \| \| 3. \| Francesco Moser \| Italia \| SUP \| a 2' 14s \| \| \| 4. \| Greg LeMond \| Estados Unidos \| VIE \| a 2' 26s \| \| \| 5. \| Claudio Corti \| Italia \| SUP \| a 4' 49s \| \| \| 6. \| Franco Chioccioli \| Italia \| ECO \| a 6' 58s \| \| \| 7. \| Acacio Da Silva \| Portugal \| MAL \| a 7' 12s \| \| \| 8. \| Marco Giovannetti \| Italia \| GIS \| a 8' 03s \| \| \| 9. \| Niki Ruttimann \| Suiza \| VIE \| a 9' 15s \| \| \| 10. \| Pedro Muñoz \| España \| FAG \| a 11' 52s \| \| |                   |                |     |              |  |
| 1. | Roberto Visentini | Italia         | CAR | 102h 33' 56s |  |
| 2. | Giuseppe Saronni  | Italia         | DEL | a 1' 02s     |  |
| 3. | Francesco Moser   | Italia         | SUP | a 2' 14s     |  |
| 4. | Greg LeMond       | Estados Unidos | VIE | a 2' 26s     |  |
| 5. | Claudio Corti     | Italia         | SUP | a 4' 49s     |  |
| 6. | Franco Chioccioli | Italia         | ECO | a 6' 58s     |  |
| 7. | Acacio Da Silva   | Portugal       | MAL | a 7' 12s     |  |
| 8. | Marco Giovannetti | Italia         | GIS | a 8' 03s     |  |
| 9. | Niki Ruttimann    | Suiza          | VIE | a 9' 15s     |  |
| 10. | Pedro Muñoz       | España         | FAG | a 11' 52s    |  |

| \| 1. \| Guido Bontempi \| Italia \| CAR \| 167 puntos \| \| 2. \| Johan Van der Velde \| Holanda \| PAN \| 148 puntos \| \| 3. \| Paolo Rosola \| Italia \| SAM \| 115 puntos \| |                     |         |     |            |
| 1. | Guido Bontempi      | Italia  | CAR | 167 puntos |
| 2. | Johan Van der Velde | Holanda | PAN | 148 puntos |
| 3. | Paolo Rosola        | Italia  | SAM | 115 puntos |

| \| 1. \| Pedro Muñoz \| España \| FAG \| 54 puntos \| \| 2. \| Gianni Bugno \| Italia \| ATA \| 35 puntos \| \| 3. \| Stefano Giuliani \| Italia \| SUP \| 32 puntos \| |                  |        |     |           |
| 1. | Pedro Muñoz      | España | FAG | 54 puntos |
| 2. | Gianni Bugno     | Italia | ATA | 35 puntos |
| 3. | Stefano Giuliani | Italia | SUP | 32 puntos |

| \| 1. \| Marco Giovannetti \| Italia \| GIS \| 102h 41' 59s \| |                   |        |     |              |
| 1.                                                             | Marco Giovannetti | Italia | GIS | 102h 41' 59s |

| \| 1. \| Supermercati Brianzoli \| Italia \| SUP \| - \| |                        |        |     |   |
| 1.                                                       | Supermercati Brianzoli | Italia | SUP | - |